# Bw Bekleidungsmanagement
Die Bw Bekleidungsmanagement GmbH (BwBM) ist ein bundeseigenes Unternehmen zur Versorgung der Soldaten und zivilen Mitarbeiter der Bundeswehr mit Bekleidung und persönlicher Ausrüstung im Rahmen von Leistungsverträgen. Sie entstand zum 1. Januar 2017 aus der früheren LH Bundeswehr Bekleidungsgesellschaft.

## Geschichte
Die LH Bundeswehr Bekleidungsgesellschaft mbH entstand im Jahr 2002 aus der Privatisierung einzelner Bereiche innerhalb der Bundeswehr. Die Gesellschaft wurde bis 2015 als Öffentlich-private Partnerschaft (PPP) betrieben, um die Bekleidungswirtschaft der Bundeswehr zu managen. Die PPP bestand zwischen dem Bund (Geschäftsbereich des Bundesministeriums der Verteidigung) mit einer 25,1 %-Beteiligung (kleinstmögliche Sperrminorität) und den Unternehmen Lion Apparel Inc., USA und Hellmann Worldwide Logistics GmbH & Co. KG zu gleichen Teilen mit je 37,45 %.
Neben der Fortführung der Aufgaben der Kleiderkasse bestand ein weiterer Auftrag der LHBw darin, ein Drittgeschäft aufzubauen, für das die Tochtergesellschaften LHD Group GmbH (LHD) und  LHD Group Deutschland GmbH gegründet wurden. Die LHD baute ein Drittkundengeschäft in den Bereichen Berufsbekleidung und Corporate Fashion  auf. Dafür wurden auch Gesellschaften in Spanien, England, Frankreich, Neuseeland, Australien, Hong Kong und der Schweiz übernommen oder gegründet.
2015 übernahm der Bund die Geschäftsanteile der privaten Gesellschafter Lion Apparel Inc. und Hellmann Worldwide Logistics GmbH & Co. KG an der LHBw. Die LHBw befand sich somit komplett im Besitz der Bundesrepublik Deutschland. Die LHD Group Deutschland GmbH, in der das Nicht-Bundeswehrgeschäft zusammengeführt wurde, wurde 2016 an einen Investor verkauft. Aus den bisherigen Gesellschaften entstand die BwBM, die sich auf die Bundeswehr konzentriert.

## Unternehmen
Die Aufgabe der BwBM ist das Bekleidungsmanagement für Uniformen und persönliche Ausrüstungsgegenstände der Bundeswehr. Alle Artikel werden gemeinsam mit der Bundeswehr entwickelt, beschafft, gereinigt und instand gesetzt.
Die fiskalische Ausstattung wird deutschlandweit über die in den Bundesliegenschaften verteilten Servicestationen (SVS) und über die Mobilen Servicepoints (MSP) organisiert. Hauptdienstleistungen einer Servicestation sind die Einkleidungen, der Tausch von Bekleidungsartikeln und die Umrüstung für Auslandseinsätze und/oder Ausstattungssolländerungen aufgrund von Tätigkeitswechsel oder Teilstreitkraftwechsel von Soldaten. Weitere Serviceaufgaben sind Instandsetzungsarbeiten an Bekleidungsartikeln. Einige größere Servicestationen haben Zusatzfunktionen im Rahmen der Aufbereitung von Bekleidungsartikeln. Dort werden Teile der zurückgenommenen Bekleidung vor Ort geprüft, gewaschen und anschließend dem Warenkreislauf wieder zugeführt oder ausgesondert. Ein Mobiler Servicepoint (MSP) kommt für bestimmte Bundeswehrstandorte zum Einsatz, die nicht im nahen Versorgungsumfeld einer Servicestation angesiedelt sind.
Für die Versorgung der Unteroffiziere und Offiziere mit Dienst- und Sportbekleidung betreibt BwBM eine eigene Vertriebsorganisation mit stationären und mobilen Shops sowie einen Web-Shop. Zur Sicherstellung der Versorgung betreibt BwBM eine eigene Logistik mit mehreren großen Lager- und Transportsystemen.